# Gulbene
Gulbene est une ville du Nord-Est de la Lettonie, capitale de la commune du même nom. Son nom allemand (Schwanenburg) évoque les cygnes nombreux dans la région.

## Géographie
Gulbene est située dans une région marécageuse, sur la rivière Krustalice.

## Histoire
L'existence d'une forteresse en bois portant le nom de Gulbene est attestée depuis 1224.
En 1340, cette construction fut remplacée par une forteresse en pierre, à l'initiative de l'archevêque de Riga. Un petit village s'installa à proximité. Les troupes russes détruisirent l'ensemble en 1577, durant la guerre de Livonie (1558-1583).
Gulbene ne reprit vraiment son essor qu'au XIXe siècle, avec la maison allemande des Wolff (de). Au début du XXe siècle, la construction du chemin de fer à voie étroite Alūksne-Pļaviņas fut une étape essentielle de son développement. En 1938, la ville atteignait 3 800 habitants.
Au cours de la seconde guerre mondiale, Gulbene, nœud ferroviaire important, fut presque entièrement rasé par l'aviation soviétique.
De nos jours, la ville compte un peu moins de dix mille habitants. Jusqu'au 1er juillet 2009, elle était la capitale du district de Gulbene : ces districts (rajons) ont été supprimés par la réforme territoriale de 2009.

## Monuments du district de Gulbene

### Monuments religieux
- Église protestante de Tirza (1823)
- Église protestante de Vecgulbene (1838-1843)
- Église orthodoxe Saint Jean-Baptiste (XIXe siècle)
- Église de Jaungulbene (1864)
- Église protestante de Velēna (néo-gothique, 1896)
- Église orthodoxe Alexandre Nevski de Stāmeriena (1902)
- Église catholique (1998)

### Monuments civils
- Château de Kalniena (XVIIIe siècle)

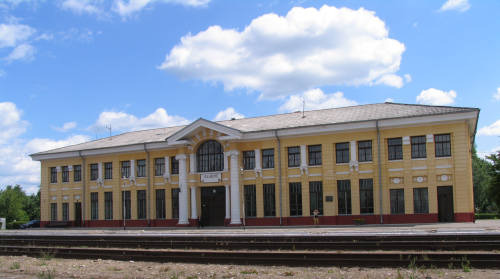
Gare de Gulbene

- Château rouge : construit par la famille Wolff, il est occupé par une école depuis 1924
- Château de Stāmeriena (néo-gothique) : brûlé durant la révolution de 1905, il a été reconstruit à partir de 1908
- Gare de Gulbene : construite en 1926, c'est une des plus belles de Lettonie

## Curiosités

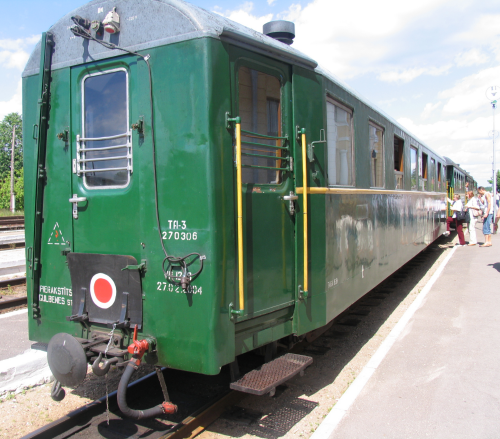
Chemin de fer à voie étroite (2006)

- Pin de Krusta : diamètre 45 cm, hauteur 12,5 m. Son tronc est marqué de croix de toutes tailles gravées lors des processions funéraires.
- Réserve botanique des chênes de Pededze. Située au bord de la Pededze, elle couvre plus de 22 hectares.
- Fontaine miraculeuse de Tirza
- Chemin de fer à voie étroite : il a été rénové en 2005 pour une exploitation touristique.